# دانشگاه خصوصی آذربایجان
دانشگاه خصوصی آذربایجان (آذربایجانی: Azərbaycan Universiteti) یک دانشگاه خصوصی که در سال ۱۹۹۱ میلادی به عنوان یکی از نخستین دانشگاه‌های خصوصی در پایتخت جمهوری آذربایجان، باکو تأسیس شده‌است. زبان اصلی تحصیل در این دانشگاه آذربایجانی، روسی و انگلیسی می‌باشد.